# Televisión por cable

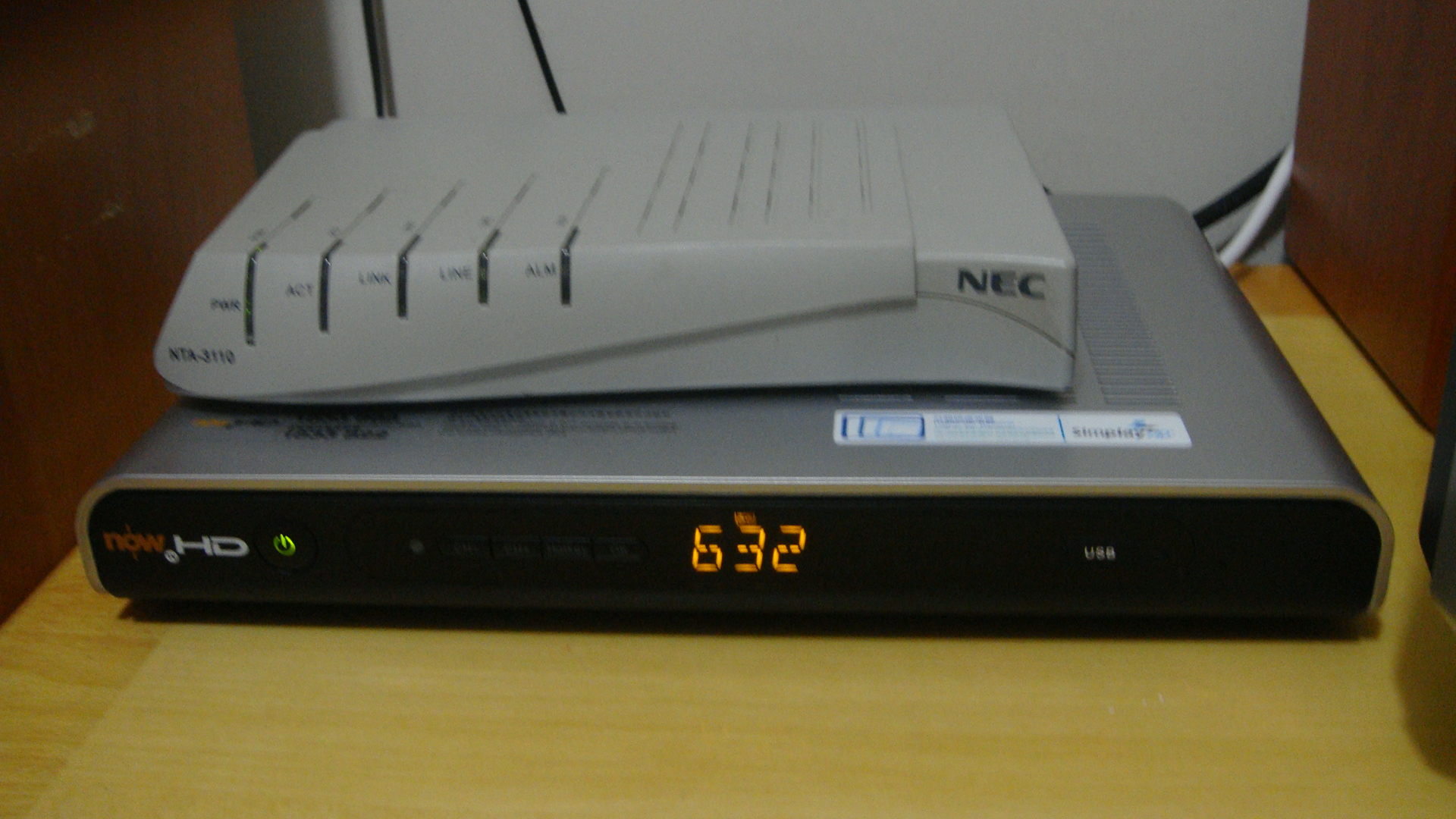
En la imagen se observa un decodificador, un dispositivo electrónico que los suscriptores de cable utilizan para conectar la señal de cable a su particular televisor.

La televisión por cable o CATV (de Community Antenna Television) es un sistema de televisión que se ofrece a través de señales de radiofrecuencia que se transmiten a los televisores por medio de redes de fibra óptica o cables coaxiales.
Además de televisión, dicho cable también puede proporcionar servicios de telefonía y acceso a Internet. Este sistema aprovecha las redes de televisión por cable de fibra óptica o cable coaxial, para convertirlas en una línea digital o analógica.
Los cables de televisión usualmente se distribuyen a lo largo y ancho de las ciudades, compartiendo el tendido con los cables de electricidad y teléfonos; en oposición al método a través del aire que se utiliza en la radiodifusión televisiva tradicional, por ondas de radio, en la que se requiere una antena de televisión.
La televisión por cable surge por la necesidad de llevar señales de televisión y radiodifusión sonora, de índole diversa, hasta el domicilio de los abonados, sin necesidad de que ellos deban disponer de diferentes equipos receptores, reproductores y sobre todo, de equipamiento de antenas.

## Definición
CATV es el servicio que ofrece transferencia de imágenes de televisión a los domicilios de los abonados. Existen redes de televisión por cable desde los años 1940. La primera red de cable fue montada en los Estados Unidos por un técnico en Oregón. La red contaba con un sistema de antenas, amplificadores y mezcladores de señal, y la señal era enviada por cables a sus vecinos, haciendo así posible que todos vieran televisión sin necesidad de antenas. Actualmente está extendido por todo el mundo.

## Arquitectura
Aunque existen diversas topologías de red a continuación se describe, de forma esquematizada, una que incluye los elementos principales de una red CATV. A fin de simplificar, no se describe la posibilidad de interactividad a través de la propia red, en sentido ascendente, para servicios del tipo pay-per-view o incluso para facilitar conexión a Internet. Los elementos componentes de la red descrita son:

### Cabecera
La cabecera es el centro de la red encargado de agrupar y tratar los diversos contenidos que se van a transmitir por la red. En la Figura 1, se puede ver cómo se aplica a una matriz de conmutación, señales de vídeo de procedencia muy diversa.
Así tenemos receptores de programas vía satélite, otros de televisión terrestre o señales de vídeo procedentes de un centro de producción local. Por razones de simplificación solo se representan nueve señales de entrada a la matriz, pero su número puede ser mucho mayor, tantas como canales facilite el operador de la red.
Después de pasar por la matriz, las señales de vídeo son moduladas para colocar a cada una de ellas en un canal distinto y poder agruparlas en el combinador para formar la señal compuesta que se enviará al Terminal Cabecera de Red situado en la misma localidad de la cabecera. Otras señales son inyectadas a codificadores analógico/digitales para ser enviados mediante tramas de la red SDH o ATM a cabeceras remotas de redifusión situadas en otras poblaciones distintas de la Cabecera principal.
Asimismo en la cabecera, se reagrupan todas las señales de datos provenientes de los cablemódems situados en casa del receptor. Estas señales son inyectadas al CMTS, donde se gestionan los servicios de datos, telefonía, Internet, VOD, entre otros.
Principalmente se conoce como head-end.

### Terminal cabecera de red
El terminal cabecera de red es el encargado de recibir la señal eléctrica generada en la cabecera y transformarla en señal óptica para su envío por fibra a los diversos centros de distribución repartidos por la población.
En la Figura 2 se pueden observar los elementos que componen este terminal así como los encargados de la distribución y reparto, que se describen a continuación.

### Centro de distribución
En el centro de distribución, la señal óptica se convierte nuevamente en eléctrica y se divide para aplicarla a los distribuidores.
En cada distribuidor tenemos un amplificador para elevar el nivel de la señal, atenuada por la división. A continuación la convertimos nuevamente en óptica y mediante fibra se encamina hasta la proximidad de los edificios a servir, es lo que se denomina fibra hasta la acera, aunque esto no sea enteramente exacto. Estas fibras terminan en las denominadas Terminaciones de Red Óptica.

### Terminación de red óptica
La terminación de red óptica es el último eslabón de la red. Colocadas, generalmente, en zonas comunes de los edificios, como garajes o cuartos de contadores, sirven de terminal de las fibras hasta la acera (Fiber Deep) que portan las señales ópticas que van a ser convertidas nuevamente en eléctricas y aplicadas a un distribuidor mediante cables coaxiales, para llevar la señal de televisión a los domicilios de los abonados al servicio.

## Reseña histórica
En febrero de 1949, en la ciudad estadounidense de Astoria (Oregón), el ingeniero Leroy "Ed" Parsons montó una pequeña red que se puede considerar precursora de la televisión por cable. Estaba constituida por un sistema de antenas, amplificadores y mezcladores de señal. Esta señal combinada era distribuida mediante cable a sus vecinos, que de esta forma podían ver diversos programas sin necesidad de disponer de antenas y con un buen nivel de calidad. En mayo de 1968, Parsons fue reconocido como padre de la televisión por cable y se erigió un monumento en su honor en la hoy llamada "Columna de Astoria" (Astoria Column) en Coxcomb Hill. Aunque algunos expertos teóricos en la comunicación se mostraron escépticos ante las posibilidades que veían limitadas.
Los primeros operadores de cable en España se denominan operadores de cable histórico.

### Argentina
La televisión por cable aparece en la década de 1960 en ciudades donde no llegaba la señal la televisión abierta, siendo pioneros los circuitos cerrados de Villa María (Córdoba), Río Cuarto (Córdoba) y Junín (Buenos Aires). Más tarde, en la década de 1980 se desarrolla en las grandes áreas urbanas como la de Buenos Aires. En esta época inicia su gran expansión al incorporar programación segmentada, canales temáticos, y canales extranjeros vía satélite, permitiendo asimismo la llegada directa de la TV capitalina a las provincias.
En la década de 1990 la expansión de la TV por cable llevó al país a un fenómeno inusitado en América Latina, llegando en 1996 al 53% de los hogares. Argentina es el cuarto país del mundo en cuanto al número de abonados a TV por cable, sólo superado por Canadá, Estados Unidos y Dinamarca.
En enero de 1995, las empresas proveedoras TeleRed, CVC, Mi Cable, Cableplus, TVD, Multiseñal, Antina, Multicanal, VCC, Cablevisión, CMM, Telecentro, Supercanal, VCS Cable, Nuevo Siglo Cable TV, BAC, TCC, TV Cable Intercom y Metrópolis TV Cable se consolidaron así como las principales operadoras de televisión por cable en las 23 provincias cada uno.
En 2013, los servicios de televisión de pago en Argentina llegan al 93% de los hogares, afirmando la tendencia a la migración de la audiencia de la televisión abierta hacia estas plataformas.

#### Santa Fe
La televisión por cable en Santa Fe nació en la década de 1970, cuando nace la CATV en áreas urbanas cerradas (Santa Fe, Rafaela y Las Rosas). En la década de 1980 se expande a nuevas ciudades como San Cristóbal y Rosario. En la década de 1990, se suman San Fernando, Tostado y Reconquista. En el año 2000, les siguen nuevos propietarios, empresas y operadores de CATV a nivel nacional.
Estas son las principales operadoras de CATV:
- TV Cable (1983)
- Cablecolor (1989)
- Telecanal (1991)
- Guiavisión (1994)
- TeleCable (1999)

### Bolivia
El primer cableoperador de Bolivia es TV Cable Visión, propiedad del Grupo El Sol de Diario El Sol

### Brasil
En Brasil, la televisión por cable nació en 1965 en Volta Redonda. En 1986 nace Supercanal, en 1988 nace Band Cabo TV, en 1991 nace TVA, en 1992 nace NET y en 1993 nace Manchete.

### Chile
El primer cableoperador de Chile es TV Cable Intercom, propiedad de El Mercurio SAP, que nació en 1987 en un pequeño perímetro de la comuna de Providencia que después se fue expandiendo especialmente al sector oriente de Santiago. En 1991, nace Metrópolis TV por Cable, propiedad del canal argentino Telefe y luego de Cristalerías Chile, que cubría la zona sur-oriente y poniente de Santiago. Paralelamente, se creó Cablexpress y VTR Cable, además de otras cableoperadoras en otras regiones del país.
En 1995 ocurren los hechos más importantes, se fusionan TV Cable Intercom con Metropolis TV por Cable y nace Metrópolis Intercom, también se fusionan VTR Cable y Cablexpress creando VTR Cablexpress (luego VTR), además de las compras y adquisiciones de cableoperadoras de las regiones por parte de ambas empresas anteriormente mencionadas. En ese tiempo, en Chile la televisión por cable fue un duopolio de ambas cableoperadoras, donde trataban de ofrecer lo mejor y nuevo a sus clientes. El primer asomo al cable digital fue en 2001 cuando Metrópolis Intercom ofreció dicho servicio en los sectores más pudientes. En 2005 ocurre otro hecho importante, las dos grandes cableoperadoras se fusionan tomando el nombre de VTR, siendo un monopolio en ese país, hasta que en 2008 nace Telmex TV por Cable después del éxito de Telmex TV Satelital en 2007 por la compra de ZAP, en 2010 se renombra como Claro TV.

### Ecuador
En 1986 se fundó "TVCable" (ahora conocida como Xtrim TVCable), la empresa pionera en servicios y tecnología de televisión por cable, donde inició la construcción e instalación de sus sistemas de cable y aerocable, llegando con sus redes de distribución a varios sectores de las principales ciudades del país. Un año después en 1987, se oficializó la comercialización del servicio.
Actualmente además de ofrecer televisión por cable, también ofrece televisión por satélite.

### España
En 1972, la entonces Dirección General de Radiodifusión y Televisión, de España, y la entonces Compañía Telefónica Nacional de España, llegaron a un acuerdo por el que se regulaba la colaboración de la telefónica en los planes de implantación en el país de la televisión por cable. El acuerdo implicaba cablear primero en Madrid y Barcelona, y más tarde en otras capitales donde se decidiera implantar el servicio. Las redes se pondrían a disposición de la Dirección General por un plazo de 10 años con posibilidades de ampliación. La fase inicial abarcaba en Madrid y Barcelona un área de unos 8 km² (con previsiones de ampliación de hasta 32 km², prácticamente el casco urbano de ambas ciudades por entonces), y con una capacidad de hasta 9 canales (4 de ellos de recepción directa y los restantes con conversor). En 1976 el grado de avance de las redes estaba muy avanzado pero, debido al cambio político, las primeras redes de televisión por cable en España no aparecerían hasta principios de los años 1980, especialmente en la modalidad conocida como vídeo comunitario, donde en un edificio o grupo de edificios se enviaba a través del sistema de antena colectiva de TV la señal de un reproductor de vídeo mediante el cual un "administrador del sistema" pasaba películas a cambio de un canon televisivo.
Estas pseudo-redes, especialmente a causa de los conflictos de los derechos de exhibición, fueron evolucionando y a finales de la década de 1980 surgen las primeras redes de CATV que ya emitían, junto a los canales españoles de televisión terrestre, diversos canales extranjeros, la mayoría procedentes de satélites, e incluso añadían alguno de producción propia, especialmente de carácter local, para hacerlos más atractivos. Estas redes han estado operando en la alegalidad, ya que no existió un marco legal regulatorio hasta que se promulgó, el 22 de diciembre de 1995, la Ley 42/1995 de las Telecomunicaciones por Cable.
La Ley 32/2003 General de las Telecomunicaciones derogó la ley 42/1995 casi en su totalidad, estableciendo a su vez un nuevo marco regulador contingente de las televisiones por cable, dominio público radioeléctrico, servicios de la sociedad de la información, etc. La Ley 9/2014 General de las Telecomunicaciones vino a suceder y actualizar la anterior, transponiendo las directivas europeas la Directiva 2009/136/CE y Directiva 2009/140/CE. La mayor parte de redes de cable histórico y los grandes operadores ofrecen ya triple play y quadruple play.

### Paraguay
La televisión por cable o la televisión para abonados de toda la República del Paraguay aparece el 21 de abril de 1969 en Pedro Juan Caballero, para luego expandirse en la década de 1980 tanto a Asunción y Gran Asunción como al Interior del país y al Chaco Paraguayo. En la década de los 80 incorpora programación segmentada, canales temáticos y cadenas extranjeras vía satélite, asimismo con la llegada directa de la TV Capitalina a los departamentos. Hoy hay compañías como Flow, Mi Cable, CablePar, TCC, Nuevo Siglo TV, Telecable, Multiseñal, Asucable, PCC, Tigo Star, Movistar TV Personal TV, Claro TV, TV Cable Paraná, Norte Cable Visión, Tacuatí Cable Visión, Cable Visión Caacupé, MiTv, CTS Cable, San Bernardino TV Cable Digital, CablePlus, SanBer Cable y Kevin Cable. 

### Perú
Telecable, propiedad de la empresa Tele 2000 de la familia Delgado Parker, fue lanzado al mercado en 1990 y se convierte en la primera cableoperadora del país en operación. Inicialmente, poseía solo ocho canales en su oferta aparte de las señales de televisión abierta incluidas en su programación. No obstante, incrementó su número de señales con el paso del tiempo. Esta proveedora se encontraba disponible solamente en los distritos de mayor poder económico de Lima.
En 1993, la Compañía Peruana de Teléfonos lanza Cable Mágico, cableoperadora también disponible en sus inicios solamente en distritos de mayor afluencia económica. Poseía igualmente pocos canales, hasta que en 1994, la matriz de la proveedora fue privatizada y subastada a la transnacional española Telefónica. Desde ese entonces, Cable Mágico se expandió rápidamente a toda el área metropolitana de Lima. Además, comenzó su expansión al nivel nacional en 1996 con inicio de operaciones en varias ciudades importantes como Arequipa, Trujillo y Cusco, donde Telecable no tenía presencia. Para 1997, la familia Delgado vende Tele 2000 a la corporación estadounidense BellSouth. En 2002, Telecable cambie de nombre a Metrópolis, pero su situación no logra mejorar.
Mientras tanto, en los suburbios de Lima (también llamados conos) y en el resto del país, surgieron varios cableoperadores de cobertura local, como lo son Cable Perú, Best Cable, Star GlobalCom y Cable Express, entre otros. Un ejemplo es la subsidiaria de la colombiana Virtecom, Megacable, la cual se estableció en el cono norte de Lima. En 2006, Metrópolis desaparece cuando la familia Delgado vende las acciones a Virtecom para expandir Megacable a todo Lima y Callao. Posteriormente, es adquirida en 2007 por la mexicana Telmex, la cual inició sus operaciones en Perú y creó Telmex TV junto con la adquisición de Cable Express. En 2008, Star GlobalCom (con presencia en Arequipa y Tacna) es adquirida por Telefónica del Perú.
En 2010, Telmex es absorbida por América Móvil Perú (Claro Perú) y, por ende, Telmex TV cambia de nombre a Claro TV. A inicios de 2011, Cable Mágico cambia de nombre a Movistar TV.

### Uruguay
La TV abierta y TV para abonados en Uruguay: nació en 25 de mayo de 1966 salió el primer canal en el interior del país Canal 12 Río Uruguay TV de Fray Bentos. En la década de los 80 incorpora programación segmentada, canales temáticos y cadenas extranjeras vía satélite, permitiendo asimismo la llegada de la TV Capitalina a los departamentos. Hoy hay compañías como Cablevisión, Multiseñal, Montecable, TCC, Nuevo Siglo, Telecable, CablePlus y Punta Cable

## Actualidad y decadencia
Actualmente, la televisión por cable es lo menos consumido a finales del año 2019 y la década del 2020 tras la Pandemia de COVID-19, la televisión por cable dejó de comercializarse en algunos lugares, al ser sustituidas por otros formatos como el IPTV y el video bajo demanda como Netflix, Amazon Prime Video, Disney+, Max, Paramount+, entre otros. Se debe a que los consumidores ya no están dispuestos a pagar por una gran cantidad de canales que no ven y el precio elevado.

## Regulación del cable

### Argentina
En Argentina, la televisión por cable es regulada desde 2009 por la Ley de Servicios de Comunicación Audiovisual (Ley 26 522).
Los principales cableoperadores a nivel nacional son Flow y Supercanal, la primera propiedad del Grupo Clarín y la segunda del Grupo Uno Medios. En el Área Metropolitana de Buenos Aires además de Flow funcionan Telecentro y TeleRed, esta última propiedad en un 49% del Grupo Clarín.
En 2007 el Grupo Clarín era dueño de Multicanal y adquirió Cablevisión, debido a la autorización del presidente Néstor Kirchner para fusionar ambas firmas. A su vez desde 1997, estas empresas junto con Supercanal se habían expandido absorbiendo a numerosos cableoperadores locales y regionales.
En vista de la situación y a través de la ley, se pretende desmonopolizar el servicio de cable. Los operadores estarán limitados a un máximo de 24 licencias en todo el país; cada licencia equivaldría a una ciudad, sin embargo, si las localidades adyacentes poseen menor cantidad de población, no se computará una licencia para la operación en los mismos. Además sólo pueden generar un canal propio que será distribuido por su red, y por otras redes en caso de que dicho canal sea vendido.
Asimismo se prevé un plazo de "adecuación", en el que los cableoperadores y otras empresas de medios afectadas por la citada normativa deberán reducir su participación del mercado, vendiendo o dividiéndose en grupos más pequeños hasta acomodarse a la cantidad de licencias autorizadas.

### España
En España, la televisión por cable viene siendo regulada por la Ley 9 de 2014, de 9 de mayo, General de Telecomunicaciones, dentro del título II. Esta ley derogó la anterior Ley 32 de 2003 General de Telecomunicaciones e incorpora en su texto las modificaciones realizadas por la Ley 10 de 2005 del 14 de junio, de Medidas Urgentes para el Impulso de la Televisión Digital Terrestre, de Liberalización de la Televisión por Cable y de Fomento del Pluralismo, que ponía en vigor la liberalización efectiva del servicio. Sin rango de ley el Real Decreto 920 de 2006 define el Reglamento general de prestación del servicio de difusión de radio y televisión por cable.